# Pianista (film)
Pianista (francouzsky Le Pianiste) je francouzsko-německo-polsko-britský dramatický film, který v roce 2002 natočil režisér Roman Polanski. Film získal Zlatou palmu na Filmovém festivalu v Cannes, dále tři ceny Americké filmové akademie Oscar, jednu z nich pak herec Adrien Brody za herecký výkon v hlavní roli. Film byl natočen na motivy stejnojmenné knihy Wladyslawa Szpilmana z roku 1946, která byla původně vydána pod názvem Smrt města (v češtině byla tato kniha vydána poprvé v roce 2003 pod názvem Pianista ve vydavatelství Academia).

## Děj
Wladyslaw Szpilman (Adrien Brody) je v Polsku žijící Žid. Když přichází nacistická a hitlerovská armáda do Varšavy, každý na sobě pociťuje nově nastupující nenávist vůči Židům. Postupně jsou zakazovány návštěvy obchodů, chození po chodnících až po přestěhování do Varšavského ghetta. Když dochází k přesunu Židů z Varšavy do koncentračních táborů, Wladyslaw utíká z Varšavského ghetta pryč a začíná se skrývat po rozbořeném a zpustlém městě, kde v úkrytu pasivně prožije i hrůzy Varšavského povstání. Takto přežívá celou druhou světovou válku a ke konci války jej dokonce náhodně objevuje kapitán Wehrmachtu Wilm Hosenfeld (Thomas Kretschmann), který ho však neprozradí, ale dokonce mu aktivně pomáhá přežít hlad a nouzi. Wladyslaw si celou válku ulehčuje představami o svém hraní na fiktivní piano. Hru na skutečný klavír si rád poslechne i kapitán Hosenfeld.

## Obsazení
| Adrien Brody       | Wladyslaw Szpilman |
| Thomas Kretschmann | Wilm Hosenfeld     |
| Frank Finlay       | otec Wladyslawa    |
| Maureen Lipman     | matka Wladyslawa   |
| Emilia Fox         | Dorota             |
| Ed Stoppard        | Henryk             |
| Julia Rayner       | Regina             |
| Jessica Kate Meyer | Halina             |
| Michał Żebrowski   | Jurek              |